# Homoródszentmártoni unitárius templom

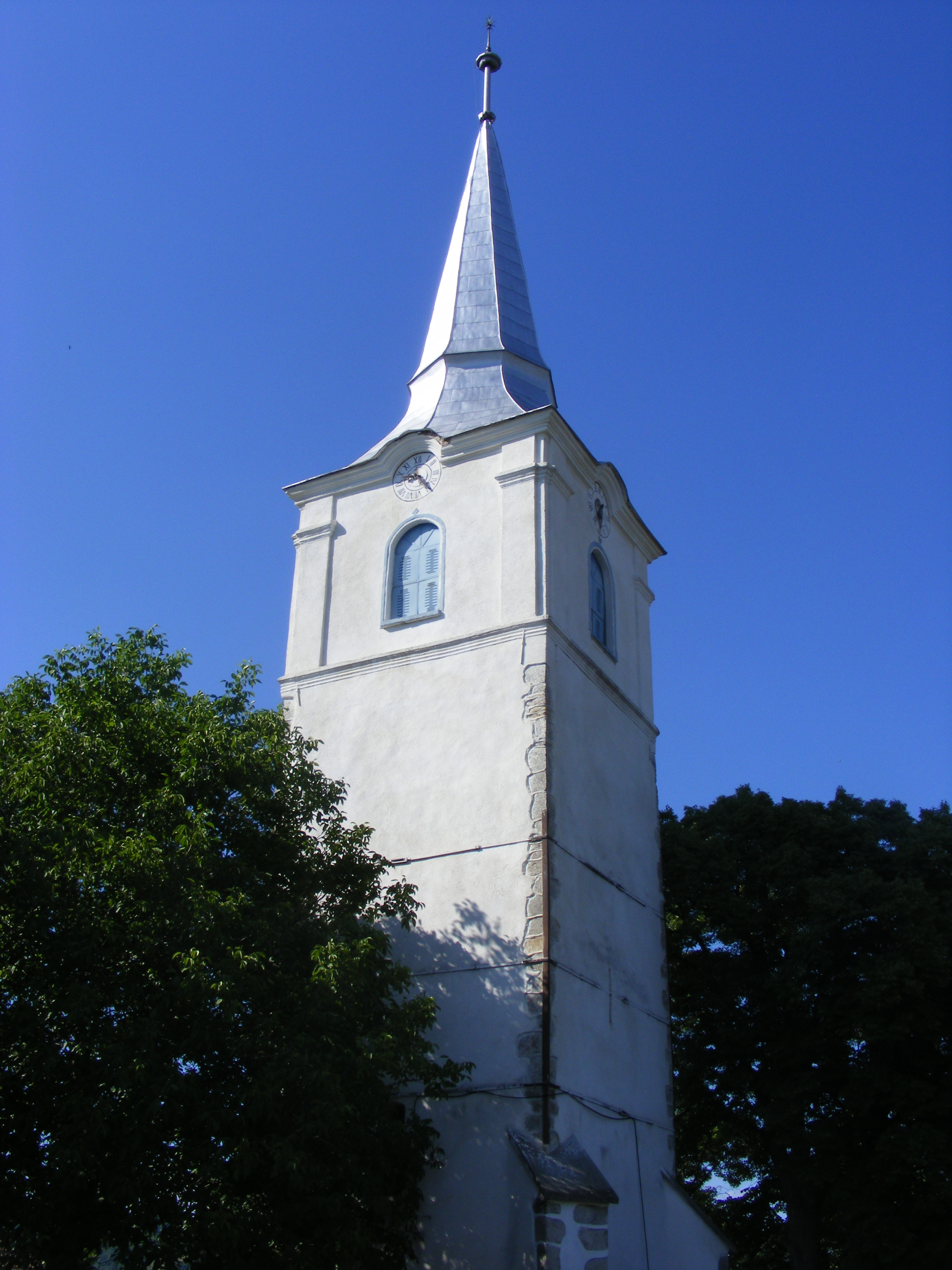

A homoródszentmártoni unitárius templom a község enyhén kiemelkedő magaslatán, a Templom utca elején található. Hargita megye műemlékeinek hivatalos jegyzéke műemléképületként tartja nyilván.

## A templom története
Orbán Balázs így írt a templomról a Székelyföld leírása című művében:
„Ezen templom egyike szebb és épebb régi épületeinknek, mely az átmeneti korszak, tehát a XIV. század kezdetére viheti fel keletkezési korát.”
Homoródszentmárton plébániáját az 1333. évi pápai tizedjegyzék de Sancto Martine néven említette először. A templom köré épített erődítményeket egy 1636. július 24-én kiállított kiváltságlevél említette.
A homoródszentmártoniak Bethlen Gábor fejedelem hozzájárulásával, a templomot kőfallal erősítették meg, hogy váratlan támadás esetén maguknak és anyagi javaiknak oltalmára szolgáljon.
A régi templomot 1636-ban említették először. A román kori templomot a 15. század végén gótikus stílusban átépítették, s ezt a formáját 1888-ban történt lebontásáig meg is őrizte.
Az egykori gótikus templom helyébe 1888-1889-ben észak-déli tájolással felépítették az újabb templomot, amelynek keleti homlokzatán megörökítették elődjének feltételezett idejét, miszerint a 12. században épült.
A gótika idejéből származó tornyot az 1775. évi renováláskor magasították.
Huszka József 1884-ben elkészítette a templom alaprajzát, rajzokat készített a boltozatról, a két félköríves kapuzatról, a falképek elhelyezkedéséről.

## A templom leírása
A homoródszentmártoni unitárius műemléktemplom kaputoronyból és hajóból áll.
A művészettörténeti szempontból jelentős, boltozatos, freskókkal díszített templomot 1888-ban lebontották és helyébe újat építettek, észak-déli tájolással.
Hajdan hat bástyával erősített várfal kerítette, ma egyedül a középkori eredetű toronnyá kiépített északkeleti bástya áll, a többi romokban van.
Az új templom homlokzatán ez olvasható:
„Épült a XII. sz.-ban épített és a XVI. sz.-ban átalakított templom helyén 1888-1889 években.”
A román kori templom a 15. század végén, a gótikus átépítés során kapott új formát: az eredeti sík mennyezetet hálóboltozat váltotta fel, új, a hajóval megegyező szélességű szentély épült, két boltszakasszal és sokszögű záródással, díszes ülőfülkékkel. A hajó is gótikus formát kapott, a hálóboltozat és a külső boltozat által. Az ablakokat csúcsívessé alakították át.
A régi templomot a köréje nem sokkal azelőtt épített falak és bástyák védelmével kapcsolatban 1636-ban említették először. Az 1715-évi Conscriptio feljegyzése cseréppel fedett, kőből való templomról és zsindellyel fedett toronyról tesz említést.
A mai templom festett bútorzatát a helybéli népművész Kádár Dombi Mózes készítette.

## A freskók
A templom északi falán Huszka József által 1884-ben feltárt és lerajzolt freskók a Szent László és Szent Margit legendát ábrázolták.
A Szent László legenda képsora 14. századi, a Szent Margit legendáé valamivel későbbi.
A Szent László legendából következő jelenetek voltak láthatók:
A kihallgatás; A magyarok felvonulása; Részlet a harcból; A menekülő leányrabló kun; A kun lefejezése.
A Szent Margit legendájának képsora 10 jelenetben:
Követség a király előtt; Margit eljegyzése; Trónon ülő király; Margit megkorbácsoltatása, kínzása; Margit és két poroszló; A király egy bálvány előtt; Margit megkorbácsolja a bálványt; Olajban főzik; Lefejezése; Két angyal az égbe viszi lelkét; Testét a sírba helyezik.

## A torony
A középkori eredetű kaputorony négy sarkát hornyolt vízvetőkkel ellátott pillérek erősítik. A torony alatti bejárat csúcsíves, a kapualjat csúcsíves dongaboltozat zárja. A kapualj délkeleti falában egy kőlépcső vezet az első emeletre. Az első emelet vastag falát mind a négy irányba egy-egy keskeny, magas lőrés töri át. Az udvar felé néző lőrést ajtónyi méretűre nagyították, a délkeletit és az északkeletit pedig befalazták. A lőrések fülkéjét felül téglából rakott boltív zárja le.
A második emelet szintén védelmi jellegű átépítés eredménye. A négy fő irányba egy-egy keskeny lőrés nyílik. Ezeknek fülkéi felül szemöldökkővel zárulnak. A torony külső oldalán, az első és a második emelet választóvonalán, a délkeleti és az északnyugati oldalon a fal egyenlőtlenül keskenyedik.
A második emelet feletti, kőből épített rész az 1775. évi renoválás után épült. A 95 centiméter vastag, téglából rakott hangablakos felső rész téglából épült 1861-ben. A tornyot óraíves, nyolcélű, csúcsíves bádogsisak fedi.

## A templom várfala
A templom köré a 17. században épített várfal és a megmaradt bástyák ma nagyon rossz állapotban vannak. A védelmi rendszer nem egyszerre épült, hanem fokozatosan alakult ki.
A torony északnyugati oldalától induló 40 méteres hosszú falszakasz peremvonala egyenletes, lőrés nem található rajta. Ezt követően két egymáshoz épült védőtorony helye látható, kissé délebbre pedig egy ötszögű védőtorony alapja sejthető. Itt egy elfalazott, téglából rakott szegmensívvel záródó ajtónyílás is látható, amely egykor a torony földszinti helyiségébe nyílott.
A toronyhelytől a következőig egyenes vonalban haladó védőfalon három, mellmagasságban elhelyezett, szemöldökgerendával záruló lőrés található.
A déli oldalon szintén egy torony állott, tőle 25 méterre újabb torony vehető ki. Ezt követően a hatodik védőtorony helye is látható.